# Abdel Moneim El-Gindy
Abdel Moneim El-Gindy (ar. عبد المنعم الجندى; ur. 12 czerwca 1936 w Aleksandrii, zm. 17 marca 2011) – egipski bokser, brązowy medalista z Rzymu w barwach Zjednoczonej Republiki Arabskiej.